# Sisyrinchium venezolense
Sisyrinchium venezolense är en irisväxtart som beskrevs av Pierfelice Ravenna. Sisyrinchium venezolense ingår i släktet gräsliljor, och familjen irisväxter.
Artens utbredningsområde är Venezuela. Inga underarter finns listade i Catalogue of Life.